# Algyógyi református templom
Az algyógyi református templom a település keleti felén található, a körtemplommal azonos telken. A 21. században is használatban van, annak ellenére hogy a magyar lakosság illetve a hívek száma is megfogyatkozott: 2010. végén a gyülekezetnek 9 tagja volt. A romániai műemlékek 2015-ben kiadott hivatalos jegyzékében nem szerepel.

## Története
A település eredeti gótikus temploma a középkorban épült. Algyógy határában állt a Germizara nevű római castrum, a templom körüli római kori domborműveket feltehetőleg onnan hozták át. 
Az 1784-es parasztfelkelés során a templomot lerombolták. A templomot 1848-ban ismét feldúlták a románok, a lelkészt és családját meggyilkolták. A templomot mindkét esetben a Kuun család jóvoltából sikerült újjáépíteni.
1919-ben a felfalusi románok elvitték a templom harangját. 1930-ban Debreczeni László tervei alapján teljesen újraépítették felhasználva a gótikus templom anyagát. Az 1870-ben Kolonics István által épített orgona 1930-ban került a templomba.

## Leírása
A református templom egytermes, gótikus alaprajzú épület. A külső falakban római domborművek találhatóak, és a beleépített gótikus ablakok.

## Galéria
- Orgona
- A bejáratot képező oroszlánok, amik a 13. légió címerének jelei
- Római dombormű
- Család dombormű
- Egy másik római dombormű
- Reneszánsz kori faldarab
- A bejárat felett megtekinthető Hyppokrampus domborműve
- A bejárat mellett Herkules domborműve
- A templom jobb oldalán található gótikus ablak
- A templom hátsó falán levő gótikus ablak